# Зоріно (Новосибірська область)
Зоріно (рос. Зорино) — село у Сузунському районі Новосибірської області Російської Федерації.
Входить до складу муніципального утворення Каргаполовська сільрада. Населення становить 142 особи (2010).

## Історія
Згідно із законом від 2 червня 2004 року органом місцевого самоврядування є Каргаполовська сільрада.

## Населення
| 2002 | 2007 | 2010 |
| ---- | ---- | ---- |
| 265  | ↘226 | ↘142 |